# 莫贝尔枫丹
莫贝尔方丹（法語：Maubert-Fontaine，法語發音：[mobɛʁ fɔ̃tɛn]）是法国大东部大区阿登省的一个市镇，位于该省西北部，属于沙勒维尔-梅济耶尔区。

## 地理
莫贝尔方丹（49°52'4"N, 4°25'43"E）面积10.33 平方千米，位于法国大東部大區阿登省，该省份为法国北部内陆省份，西接埃纳省，南至马恩省，东临默兹省，北与比利时接壤。
与莫贝尔方丹接壤的市镇（或旧市镇、城区）包括：埃塔勒、埃泰尼耶尔、弗莱涅阿维、日龙代勒、马尔比、塞维尼拉福雷、塔耶特。
莫贝尔方丹的时区为UTC+01:00、UTC+02:00（夏令时）。

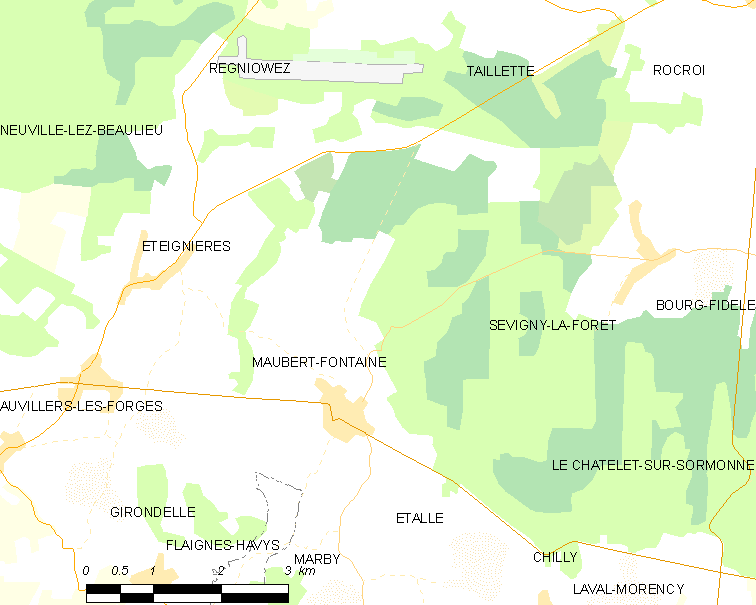
莫贝尔方丹的OSM定位图

## 行政
莫贝尔方丹的邮政编码为08260，INSEE市镇编码为08282。

## 政治
莫贝尔方丹所属的省级选区为罗克鲁瓦县。

## 交通
阿登省省道D32线、D36线和D8023线在境内交汇。

## 人口

1962-2008年间莫贝尔方丹人口变化图示

莫贝尔方丹于2022年1月1日时的人口数量为1025人。